# 茶香炉
茶香炉（ちゃこうろ）は、茶葉を熱してその香りを聞くための小さな香炉。通常は、ろうそくや電熱を熱源とし、上部に茶葉を載せる凹み、ないし、受け皿がある。茶香炉で焚く香りにはリラクゼーション効果や、消臭効果があるとされる。
伝統的に存在したものではなく、1997年に愛知県半田市に本社置く愛知化学陶磁器が、アロマテラピーで用いるアロマポットにヒントを得てはじめて商品化した。2001年に全国地場産業優秀技術・製品表彰の最優秀賞「中小企業庁長官賞（地場産大賞）」を獲得したことから広く知られるようになり、各地で様々な茶香炉が製作されるようになった。
一般的に茶香炉は、アロマポットより高い温度で茶葉を焚き、使用済みの茶葉は焙じ茶として用いることができる。茶葉の代わりに、コーヒー豆などを用いて香りを聞くこともできる。